# 比藏瓦勒战役 (1871年)
比藏瓦勒战役 （法語：Bataille de Buzenval），也称第二次比藏瓦勒战役，是1871年1月19日普法战争期间，也是普鲁士国王威廉一世加冕德意志皇帝的第二天，法国被围困在巴黎的部队企图向凡尔赛方向撤退，在吕埃-马尔迈松的比藏瓦勒、加尔什和圣克卢地区，试图袭破德军包围的一场战役。

## 背景
自1870年9月19日以来，法国首都巴黎被北德意志联邦及其同盟国的军队围困。巴黎国防政府随着组织由多达12万名士兵和33万名国民自卫军士兵组成巴黎国防军，以抵抗普军的侵略。
1870年10月21日，巴黎法军在吕埃-马尔迈松的比藏瓦勒发起第一场突围的行动，以打开通往凡尔赛的出口，但最终被普鲁士军队击退，法军之后退回巴黎。
在针对德军部队在库尔米耶尔战役失败之后，促使了巴黎的法国国防政府计划对普军的围城部队展开“大规模的攻势”。法国的反攻行动也导致了1871年1月战争的转折；法军对北部和西部的普军发动大规模的攻势，以震惊围困巴黎的德军部队。同时，新组建的东方军团向东部解放被围攻的贝尔福并切断攻城部队的补给线。
1870年11月29日，巴黎法军在尚皮尼战役与德军进行激烈的战斗，希望能接应上从南边过来解围的卢瓦尔军团。但卢瓦尔军团在第二次奥尔良战役中失去了奥尔良这个拯救巴黎的重要基地，巴黎法军最终在12月4日仓皇越过马恩河撤退。
自从巴黎在1870年9月推翻法国第二帝国政权，试图建立第三共和国政权失败之后，加剧了国防政府内支持和平谈判的主和派和占国民自卫军多数的主战派之间的分歧。巴黎軍政長官兼临时国防政府主席路易·朱爾·特羅胥在一个政治分歧的背景下，企图发动一次突围行动，以稳定巴黎内的主战派。

## 战役过程
法国陆军分为三个纵队，分别由法国正规军，流动警卫队和国民自卫军组成，也是巴黎被围困后，法国第一次在重要行动中使用国民自卫军。巴黎法军分成3支纵队向西南方向的发起进攻，攻击了德国在加尔什，圣克卢的蒙特勒图（Montretout）和比藏瓦勒（Buzenval）的阵地。
- 在约瑟夫·维努瓦（法语：Joseph Vinoy）的指挥下，左翼法军负责清除蒙特勒图城堡（法语：Redoute de Montretout），并越过瑟涅河前进到Pozzo di Borgo、Armengaud和Zimmermann地区。

- 在阿德里安·亚历山大·阿道夫·德·卡雷·德·贝勒马尔（法语：Adrien Alexandre Adolphe de Carrey de Bellemare）的指挥下，中央法军的目标是比藏瓦勒Bergerie高原的东部地区。

- 由奥古斯特·亚历山大·迪克罗（法语：Auguste-Alexandre Ducrot）指挥的右翼法军将在比藏瓦勒西部地区行动，并进攻隆博约（Longboyau），前往沃克雷松地区。

### 开战
1871年1月19日，战斗从早上六点半开始，由于天气起雾或通信错误，法军的三支部队之间的合作存在重大问题。在约瑟夫·维诺伊的命令下，左翼法军纵队围绕着蒙特雷托城堡进行了一场长时间而激烈的战斗，最终于上午11点才占领城堡，约60名德军被俘虏。然后，法军炮兵向普鲁士人占领的加尔什阵地射击。下午三点左右，在普鲁士部队的猛烈攻击下，约瑟夫·维诺伊的左翼纵队步履蹒跚，法军掉失了蒙特雷托城堡后，与德军更换了三次城堡的控制权。法军重新站稳阵脚后，继续进攻德军，但到了晚上，德军依然保持着强大的抵抗，最终成功击退了进攻的法军。
在中央，在凯瑞·德·貝勒梅爾将军的命令下，法军成功占据了比藏瓦勒和附近两个战略地区。当法军到达Bergerie高原后，法军停止了行动，以维持其占领的阵地，直到获得支援为止。大约四点钟后，德军发起强大的进攻，使法军被迫离开其占领阵地，到了夜幕降临时，普军又重新占领回整个比藏瓦勒地区。
在右翼，在奥古斯特·亚历山大·杜克罗特率领的法军纵队的行动迟到了2个小时，因此不再能够果断地介入战斗。在塞纳河上，法军遭到另一侧德军的强大炮火所炮轰，法军随着与德军在蒙瓦莱里城堡内进行了激战。尽管法国部队和国民自卫军发动了几次袭击，但杜克罗特仍未能攻下目的地。
下午七点开始，法军宣布撤退，以保护巴黎的大本营。在圣克卢的蒙特勒图特地区，法军能够成功地抵御德国的反击，并维持更长的时间，但为了避免被德军封锁，使法军不得不在1月20日上午撤离。

## 结果
法国在此最后战役中失败后，已经不再有办法可以解放巴黎。法国试图收回被德军占领的国土而进行的一系列努力也宣告失败；法军自北部的圣康坦战役、西部的勒芒战役和东部的埃里库尔战役的进攻全部失败后，对法国民众和军队都产生了严重的士气低落。
1月20日上午，路易·朱爾·特羅胥向国防政府致信，表示他正在主持一项建议，商定为期两天的停战协定，以移走伤者。停战协定于1月26日签署为投降协定。同时，在21日晚上，路易·朱爾·特羅胥负上失败的责任，将巴黎的指挥权交给了约瑟夫·维诺伊，后者在十天后就投降进行谈判。反对停战的国民自卫军成员于1月22日企图发动起义。 
1月27日，巴黎奥特尔市长亨利·马丁在发表致词时，呼吁民众坚决反对德意志帝国以任何仪式宣布对他们的城市的占领。但第三共和国却对此公开批评他「过份」，促使了成立国民自卫军中央委员会，这是一支与第三共和国对立的政治力量。国民自卫军随后加入埃米尔·维克托·杜瓦尔和巴黎公社的指挥下。

## 损失

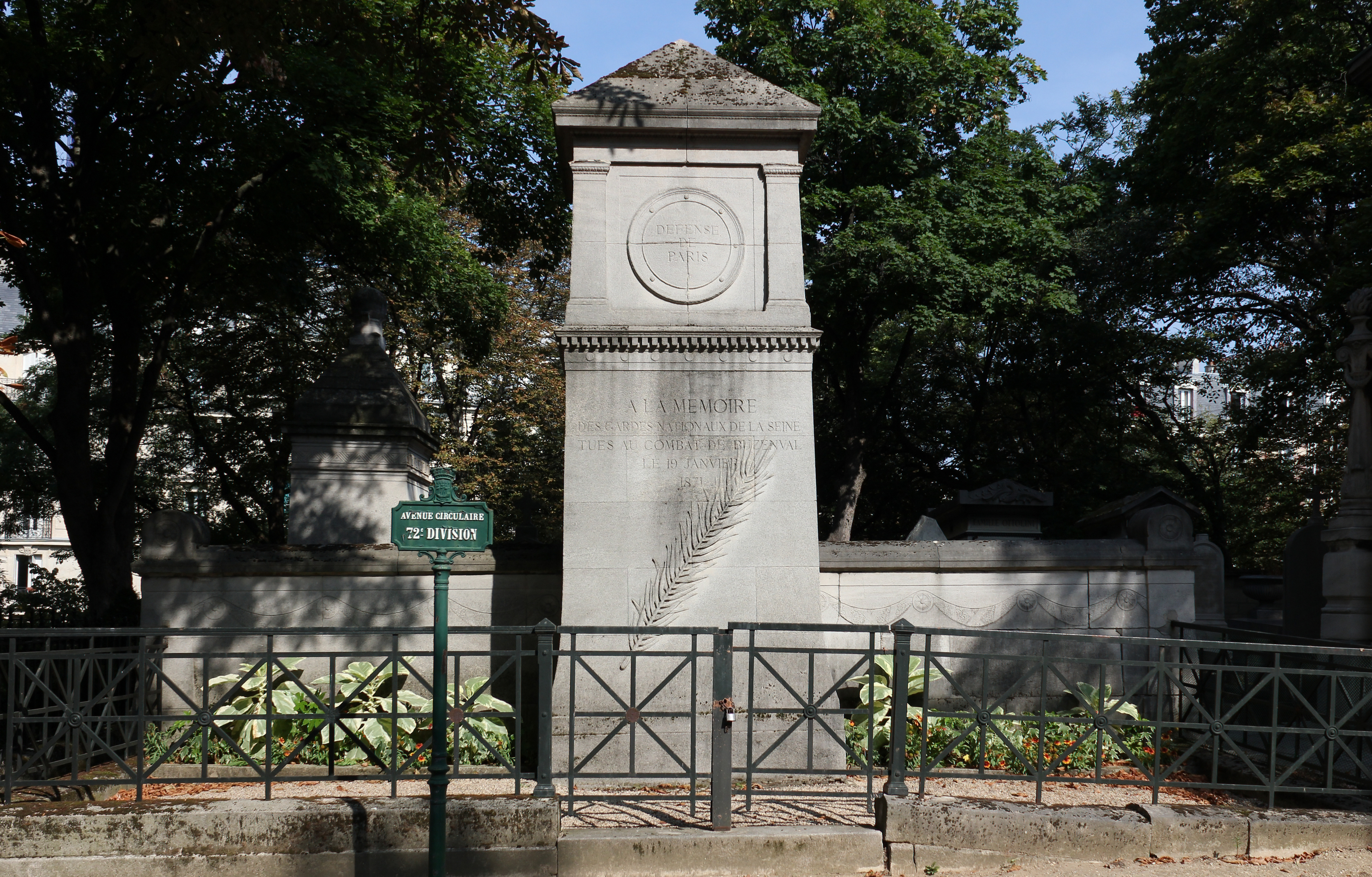
纪念碑在Père-Lachaise公墓，以纪念1871年1月19日在比藏瓦勒战役中阵亡的塞纳河国民自卫军。

法国在这场战役中投入了90,000人。除正规军外，还特别投入国民自卫军的单位，即自愿保卫巴黎的普通公民。国民自卫军的组成占总人数的一半。
值得注意的事，志愿者之中也有科学家和艺术家在这场战斗中阵亡，其中著名人物包括：
- 弗朗索瓦·德·罗什布吕纳（英语：François de Rochebrune）上校（1830-1871），法国第19军指挥官。

- 菲利普·孔奎·德·蒙布里森中校 （Philippe Conquéré de Montbrison），流动警卫队指挥官。

- 法国画家亨利·勒尼奥（英语：Henri Regnault）。

- 古斯塔夫·朗贝尔（英语：Gustave Lambert），法国数学家和北极研究员 。

- 科里奥利·代斯皮努斯侯爵（Marquis Coriolis d'Espinouse）。

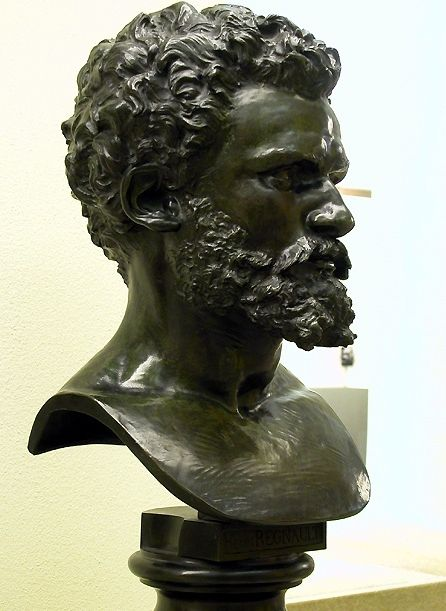
亨利·勒尼奥头像

甚至还有一首歌叫《 La tombe de Regnault》以记念这场战役。数年后，亨利·勒尼奥的头像被放置在为纪念战斗而建的一座古迹上。

## 相关战役
- 比藏瓦勒战役 (1870年)

## 备注
1. ↑  位于巴黎比藏瓦勒站附近一带